# Isotes argentina
Isotes argentina là một loài bọ cánh cứng trong họ Chrysomelidae. Loài này được Cabrera miêu tả khoa học năm 1995.